# Yayati
Prema hinduističkoj mitologiji, Yayāti (sanskrt ययाति) bio je drevni kralj te sin kralja Nahushe i božice Ashokasundari, kćeri boga Šive i njegove žene Parvati. Od njega su potekli mnogi indijski vladari. Yayati je imao petoricu polubraće, imenâ Yati, Samyati, Ayati, Viyati i Kriti – njih je rodila Viraja. Yayati je pokorio cijeli svijet te je postao Chakravarti Samrat — „car svijeta”.

## Genealogija
Bog Brahma je otac mudraca Atrija, koji je otac Chandre, boga Mjeseca. Njegov sin Budha, bog koji predstavlja planet Merkur u astrologiji, začeo je Pururavasa, koji je dobio sina Ayua, čiji je sin Nahusha bio otac Yayatija.

## Mitologija
Premda Yayati nije bio najstariji sin svoga oca, naslijedio ga je na prijestolju jer je Yayatijev polubrat Yati postao mudrac te nije htio vladati. Yayati je zavladao cijelim svijetom te je oženio Devayani, kćer boga Shukre, premda je zapravo bio zaljubljen u njezinu sluškinju, Sharmishthu, koja je pokušala ubiti Devayani. Devayani, zaljubljena u Yayatija, odvela ga je k svome ocu te je Shukra dopustio da ju Yayati oženi, no naložio je Yayatiju da se brine i za Sharmishthu, premda s njom Yayati nije smio imati spolne odnose. Yayati je oženio Devayani te se brinuo za nju, no Sharmishtha je zahtijevala da joj podari dijete. Yayati je ipak spavao s njom, smetnuvši s uma što mu je tast rekao.
Devayani je shvatila da je veza njezine sluškinje i Yayatija seksualne prirode te se požalila ocu, koji je u bijesu prokleo Yayatija – Yayati je ostario u „cvijetu mladosti”. Nakon što je Shukra doznao da je Sharmishtha bila zavela Yayatija, razmislio je o svojoj kletvi te ju je ublažio – Yayati se zamijenio s jednim od svojih sinova, povratio mladost i počeo uživati u zemaljskim užicima, shvativši da su svi isprazni. Kad je došao do prosvjetljenja, Yayati je radosno vratio mladost svom sinu te se povukao u šumu.

## Djeca
Djeca Yayatija i Devayani:
- Yadu, predak Krišne
- Turvasu, predak vladara Kraljevine Yavane
- Madhavi, koja je imala četiri muža

Djeca Yayatija i Sharmishthe:
- Druhyu
- Anu
- Puru (kralj)